# Tenmile Lake (Beltrami County)
Tenmile Lake is een meer in de Amerikaanse staat Minnesota, in Beltrami County. Het meer ligt op een hoogte van 407 meter.
De naam van het meer verwijst naar de afstand van 10 mijl tussen het meer en het agentschap van het Ojibweg-indianenreservaat.